# Tatra 700

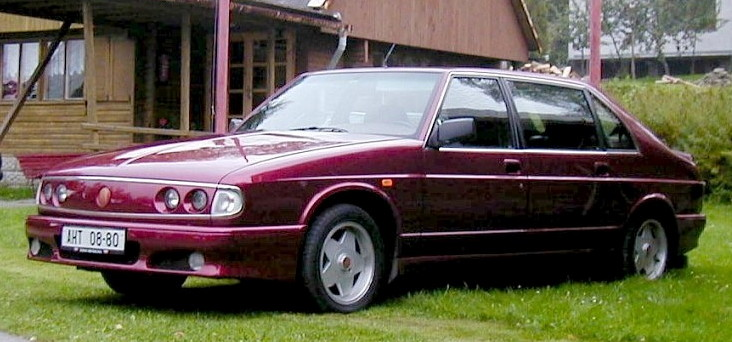
Tatra T 700 är den senast tillverkade personbilsmodellen från Tatra.

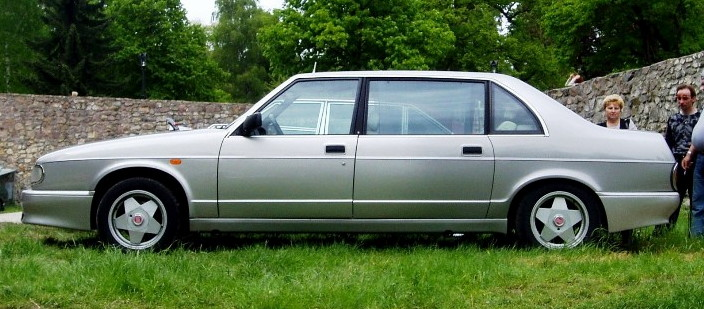
Tatra T 700 i sedanversionen.

Tatra T700, personbilsmodell från Tatra. T700 var Tatras sista personbilsmodell och tillverkades 1996-1998. Modellen var utvecklad utifrån Tatra T613. 
Utvecklingen av Tatra 700 startade 1992 då ingenjörsbyrån Tim Bishop i Storbritannien skulle göra om Tatra 613 så att modellen klarade av de nya avgaskraven i USA och Europa. Samtidigt skulle man modernisera modellens exteriör. År 1995 gjorde Geoff Wardle vid European Art Centre of Design om fronten och bakdelen. Den tjeckiska regeringen beställde 100 exemplar av fordonet, en viktig förutsättning för dess tillverkning, om den uppfyllde moderna krav. Den nya modellen 700 presenterades i december 1995 för regeringsföreträdare och 1996 var de första serieexemplaren klara men den tjeckiska regeringen fullföljde inte sin beställning. Modellen kunde trots modern insprutning och katalysator inte uppfylla utsläppskraven, varför Tatra lade ner tillverkningen 1999.
T700 hade en V8-motor på 3,5 eller 4,4 liter.